# Фёдоровка (Амурская область)
Фёдоровка — село в Завитинском районе Амурской области России. Входит в состав Куприяновскго сельсовета.

## География
Село Фёдоровка стоит в верховьях реки Куприяниха (левый приток Амура).
Село Фёдоровка расположено в 28 км к югу от районного центра города Завитинск, на автодороге областного значения Завитинск — Преображеновка — Куприяновка — Фёдоровка — Подоловка.
Западнее села проходит линия ЗабЖД Завитая (Завитинск) — Поярково.

## Население
| 2002 | 2010 | 2012 | 2013 | 2014 | 2015 | 2016 |
| ---- | ---- | ---- | ---- | ---- | ---- | ---- |
| 99   | ↘50  | ↘47  | ↘43  | ↘38  | ↘35  | ↘33  |
| 2017 | 2018 |      |      |      |      |      |
| ↘26  | →26  |      |      |      |      |      |

## Улицы
- ул. Дальняя,
- ул. Центральная,
- ул. Южная.

## Экономика
Сельскохозяйственные предприятия Завитинского района.